# Rumore termico

Questi tre circuiti sono equivalenti: (A) Una resistenza a temperatura non nulla, che ha rumore termico; (B) Una resistenza senza rumore con in serie un generatore di tensione di rumore (cioè il circuito equivalente con il Teorema di Thévenin); (C) Una resistenza senza rumore in parallelo con un generatore di corrente di rumore
(cioè il circuito equivalente con il Teorema di Norton).

Rumore termico detto anche rumore Johnson è il rumore elettronico generato dalla agitazione termica dei portatori di carica (di norma gli elettroni all'interno dei conduttori in equilibrio termico), tale rumore è indipendente dalla tensione applicata. Il rumore termico è presente in tutti i circuiti elettrici. Nelle apparecchiature elettroniche sensibili, come i ricevitori delle radio, produce un debole segnale.
Esso può essere l'elemento che limita la sensibilità degli strumenti elettronici di misura. Il rumore termico cresce con la temperatura assoluta.  Alcune apparecchiature elettroniche come i rivelatori per radiotelescopi sono raffreddati a temperature criogeniche per ridurre nei loro circuiti il rumore termico. La spiegazione di tale effetto in maniera più generale deriva da un teorema di fisica statistica il teorema di dissipazione delle fluttuazioni.
Il rumore termico in un resistore ideale, nel limite della fisica classica è un rumore bianco, intendendo che lo spettro di potenza è costante su tutto l'intervallo di frequenze. A frequenze alte in cui gli effetti quantistici diventano rilevanti il rumore non è più bianco. Quando ci si limita a una banda finita il rumore termico ha una distribuzione di ampiezza Gaussiana.

## Notizie storiche
Questo tipo di rumore fu misurato sperimentalmente per la prima volta da John B. Johnson nei laboratori della Bell nel 1926. Lo stesso autore discusse successivamente con un collega, H. Nyquist, degli stessi laboratori che spiegò il motivo fisico di tale effetto, concordarono di conseguenza di pubblicare sulla stessa rivista nello stesso numero i nuovi risultati sperimentali
 e la spiegazione del fenomeno basata sulla meccanica statistica e l'elettromagnetismo.

## Spiegazione di massima
La spiegazione che fu data da Nyquist, nel suo articolo del 1928, è che la somma dell'energie nei modi normali degli oscillatori carichi (gli elettroni) determina l'ampiezza del rumore. In poche parole Nyquist ha usato il teorema di equipartizione dell'energia di Boltzmann e Maxwell. Utilizzando tale teorema applicandolo agli oscillatori armonici si trova che:
{\displaystyle \left\langle H\right\rangle =k_{\text{B}}T}
dove {\displaystyle \left\langle H\right\rangle } è lo spettro di potenza in (W/Hz), {\displaystyle k_{\text{B}}} è la costante di Boltzmann e {\displaystyle T} è la temperatura assoluta. Moltiplicando tale equazione per la larghezza di banda si ottiene la potenza del rumore:
{\displaystyle P=k_{\text{B}}T\Delta f}
dove P è la potenza di rumore e {\displaystyle \Delta f} è la larghezza di banda. Tale relazione è un caso particolare di relazione fluttuazione-dissipazione.

## Tensione e potenza di rumore
Puntualizziamo, come premessa, che il rumore termico è ben distinto dal rumore shot, che è un rumore dovuto alle fluttuazioni di corrente quando viene applicata una differenza di potenziale e scorre una corrente elettrica. Nel caso generale il rumore termico si ha per qualsiasi portatore di carica in qualsiasi mezzo conduttore quindi anche per gli ioni negli elettroliti, non solo per gli elettroni nei resistori. Un modello utile del rumore termico è dato da un resistore ideale senza rumore con in serie un generatore di tensione di rumore, la cui densità spettrale, cioè il quadrato del valore efficace della tensione per unità di banda (espressa in hertz), vale:
{\displaystyle {\overline {v_{n}^{2}}}=4k_{\text{B}}TR}
dove kB è la costante di Boltzmann in joule per kelvin, T è la temperatura assoluta del resistore, and R è il valore della resistenza in ohm (Ω).
A temperatura ambiente il valore efficace della tensione di rumore è quindi:
{\displaystyle {\sqrt {\overline {v_{n}^{2}}}}=0.13{\sqrt {R}}~\mathrm {nV} /{\sqrt {\mathrm {Hz} }}.}
Per avere una idea degli ordini di grandezza per un resistore di 100 kΩ si ha che ad una temperatura of 300 K:
{\displaystyle {\sqrt {\overline {v_{n}^{2}}}}={\sqrt {4\cdot 1.38\cdot 10^{-23}~\mathrm {J} /\mathrm {K} \cdot 300~\mathrm {K} \cdot 10^{5}~\Omega }}=40.7\cdot 10^{-9}~\mathrm {V} /{\sqrt {\mathrm {Hz} }}.}
Per una data larghezza di banda, il valore efficace della tensione , {\displaystyle v_{n}}, è dato da:
{\displaystyle v_{n}={\sqrt {\overline {v_{n}^{2}}}}{\sqrt {\Delta f}}={\sqrt {4k_{\text{B}}TR\Delta f}}}
Dove Δf è la larghezza di banda in cui viene misurato il rumore. Quindi per un resistore di 100 kΩ a temperatura ambiente
ed una banda di 100 Hz il valore efficace del rumore è 400 nV..
Un valore che si ricorda in maniera semplice è che una resistenza di 50 Ω con una banda passante di 1 Hz ha un valore efficace di rumore termico di 1 nV a temperatura ambiente.
Un resistore in un corto circuito dissipa una potenza di rumore di:
{\displaystyle P={v_{n}^{2}}/R=4k_{\text{B}}\,T\Delta f.}
dove P è la potenza termica in watts. Si noti come questa sia indipendente dalla resistenza che genera il rumore.
La massima potenza trasferita si ha connettendo la resistenza generante il rumore ad una resistenza identica, quindi
adattando le resistenze (tale affermazione si mostra facilmente con il Teorema di Thévenin). Immaginiamo che la seconda resistenza sia a temperatura così bassa che possa essere trascurato il rumore termico, quindi la tensione di rumore genera una corrente di rumore metà di quella che generebbe con il corto circuito e quindi la tensione di rumore ai capi del secondo resistore è la metà, di conseguenza la potenza trasferita è un quarto del valore totale, quindi la potenza massima trasferibile è solo:
{\displaystyle P=k_{\text{B}}\,T\Delta f}

## Corrente di rumore
La sorgente di rumore può anche essere modellizzata come una sorgente di corrente con in parallelo con il resistore, utilizzando quindi il circuito equivalente di Norton quindi dividendo semplicemente per R. Di conseguenza la sorgente di corrente di rumore ha un valore quadratico medio di: 
{\displaystyle i_{n}={\sqrt {{4k_{\text{B}}T\Delta f} \over R}}.}

## Rumore termico nei condensatori
I condensatori ideali sono dei dispositivi senza perdite, quindi non hanno rumore termico, ma sono normalmente usati assieme ai resistori nei circuiti RC. Quindi la combinazione di questi due elementi circuitali determina quello che viene chiamato rumore kTC.
La larghezza di banda di un circuito RC è pari {\displaystyle \Delta f=1/(4RC)}. Immaginiamo quindi di avere un condensatore C con in serie con una resistenza R se moltiplichiamo la tensione quadratica media di rumore termico della resistenza per la banda passante si ha che:
{\displaystyle {\overline {v_{n}^{2}}}={4k_{\text{B}}TR \over 4RC}=k_{\text{B}}T/C}
Quindi il rumore generato da filtro RC ha un valore efficace, indipendente da R e pari a:
{\displaystyle v_{n}={\sqrt {k_{\text{B}}T/C}}.}
A questa fluttuazione in tensione corrisponde una fluttuazione della carica tra le armature del condensatore pari a:
{\displaystyle Q_{n}=Cv_{n}=C{\sqrt {k_{\text{B}}T/C}}={\sqrt {k_{\text{B}}TC}}}
Sebbene tale rumore sia indipendente dal valore della resistenza tutto il rumore kTC dipende dal resistore: se infatti il resistore fosse ad una temperatura diversa dal condensatore solo la temperatura del resistore entrerebbe nelle espressioni date.
Un caso estremo è quello in cui la banda è nulla in questo caso la resistenza è infinita (circuito aperto). In questo caso il valore efficace non è una media temporale, ma una media su molte aperture del circuito, poiché la tensione è costante quando la banda è nulla.
In questo caso il rumore termico di un circuito RC, può essere visto come un effetto della distribuzione termodinamica del numero di elettroni sulle armature del condensatore, anche senza la presenza di nessuna resistenza. Il rumore non è causato dal condensatore stesso, ma dalle fluttuazioni termodinamiche della carica sul condensatore.Quando il condensatore è disconnesso dal circuito le fluttuazioni termodinamiche sono congelate ad un valore casuale con un valore efficace della carica dato sopra. Questo tipo di rumore limita le prestazioni di alcuni dispositivi come ad esempio i sensori di immagine.
| Capacità | {\displaystyle v_{n}={\sqrt {k_{\text{B}}T/C}}} | {\displaystyle Q_{n}={\sqrt {k_{\text{B}}TC}}} | numero elettroni |
| -------- | ----------------------------------------------- | ---------------------------------------------- | ---------------- |
| 1 fF     | 2 mV                                            | 2 aC                                           | 12.5 e−          |
| 10 fF    | 640 µV                                          | 6.4 aC                                         | 40 e−            |
| 100 fF   | 200 µV                                          | 20 aC                                          | 125 e−           |
| 1 pF     | 64 µV                                           | 64 aC                                          | 400 e−           |
| 10 pF    | 20 µV                                           | 200 aC                                         | 1250 e−          |
| 100 pF   | 6.4 µV                                          | 640 aC                                         | 4000 e−          |
| 1 nF     | 2 µV                                            | 2 fC                                           | 12500 e−         |

## Rumore termico quantistico
L'espressione data per il rumore non tiene conto degli effetti quantistici. In effetti quando Nyquist ha derivato la formula del rumore termico ha ricavato l'espressione in funzione della frequenza f che considerando la meccanica quantistica:
{\displaystyle {\overline {v_{n}^{2}}}(f)={\frac {4hfR}{\left(e^{hf/k_{B}T}-1\right)}}}
dove h è costante di Planck. Tale equazione si riduce alla forma classica di rumore bianco pari a {\displaystyle 4k_{B}TR} nel caso di {\displaystyle hf/k_{B}T\ll 1} (limite classico della meccanica quantistica). Nei comuni dispositivi elettronici a temperatura ambiente tale comportamento quantistico non è osservabile in quanto bisognerebbe avere dispositivi che funzionino a frequenze dell'ordine del THz che è una frequenza troppo alta rispetto ai dispositivi elettronici attuali. A bassa temperatura dove esistono dispositivi come gli SQUID  tali effetti quantistici possono essere osservati, ma la formula originale di Nyquist va corretta tenendo conto dell'energia di punto zero:
{\displaystyle {\overline {v_{n}^{2}}}(f)=4hfR\left({\frac {1}{e^{hf/k_{B}T}-1}}+0.5\right)}